# 麻妻信一

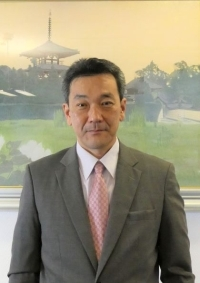
在フランクフルト日本国総領事館ホームページより

麻妻 信一（あさづま しんいち　昭和42年9月19日 - ）は、日本の外交官。
令和6年12月より、駐ナミビア 特命全権大使を務める。

## 人物
慶應義塾大学経済学部卒業（平成2年3月）。
静岡県出身。  

## 略歴
- 平成2年4月　外務省入省
- 平成9年6月　経済局開発途上地域課
- 平成9年7月　経済局開発途上地域課 課長補佐
- 平成11年1月　経済協力局技術協力課 課長補佐
- 平成13年4月　大臣官房 課長補佐 兼内閣事務官 内閣官房副長官補付 内閣官房副長官秘書官
- 平成15年1月　欧州局西欧第一課 首席事務官
- 平成16年8月　欧州局政策課 首席事務官
- 平成16年9月　在ドイツ日本国大使館 一等書記官
- 平成18年8月　在ジュネーブ国際機関日本政府代表部 一等書記官
- 平成19年1月　在ジュネーブ国際機関日本政府代表部 参事官
- 平成20年8月　国際協力局多国間協力課企画官
- 平成21年7月　国際協力局地球規模課題総括課企画官
- 平成22年8月　大臣官房考査・政策評価官
- 平成23年7月　中東アフリカ局アフリカ第二課長
- 平成24年8月　中東アフリカ局アフリカ部アフリカ第二課長
- 平成25年9月　在南アフリカ共和国日本国大使館 参事官
- 平成28年2月　宮内庁式部官
- 平成30年2月　在ベトナム日本国大使館 公使
- 令和3年5月　在フランクフルト日本国総領事館 総領事
- 令和6年12月　駐ナミビア 特命全権大使[2]

## 同期
- 新居雄介（24年イスラエル大使・22年国際情報統括官・21年国際情報統括官付兼総合外交政策局審議官）
- 伊従誠（23年シアトル総領事）
- 岩本桂一（24年領事局長）
- 遠藤和也（24年フィリピン大使・22年国際協力局長・21年総合外交政策局兼領事局審議官）
- 大隅洋（23年サンフランシスコ総領事）
- 貴島善子（23年広州総領事）
- 小林麻紀（23年外務報道官・21年中南米局長・17年東京五輪組織委員会広報局長）
- 兒玉良則（23年ホノルル総領事）
- 徳田修一（24年在ロシア大使館公使・22年シドニー総領事）
- 野口泰（23年中南米局長・22年サンフランシスコ総領事・20年防衛省防衛政策局次長・17年サンパウロ総領事・15年宮崎県警察本部長）
- 山中修（24年シドニー総領事）